# Corycaeus
Genre
Corycaeus est un genre de copépodes de la famille des Corycaeidae.

## Liste d'espèces
Selon World Register of Marine Species (21 juil. 2011) :
- Corycaeus affinis McMurrich, 1916
- Corycaeus africanus Dahl F., 1894
- Corycaeus alatus Giesbrecht, 1891
- Corycaeus amazonicus Dahl F., 1894
- Corycaeus americanus Wilson M.S., 1949
- Corycaeus andrewsi Farran, 1911
- Corycaeus anglicus Lubbock, 1857
- Corycaeus asiaticus Dahl F., 1894
- Corycaeus aucklandicus Krämer, 1895
- Corycaeus carinatus Giesbrecht, 1891
- Corycaeus clausi Dahl F., 1894
- Corycaeus concinnus Dana, 1849
- Corycaeus crassiusculus Dana, 1849
- Corycaeus curtus Farran, 1911
- Corycaeus dahli Tanaka, 1957
- Corycaeus danae Giesbrecht, 1891
- Corycaeus decurtatus Dana, 1849
- Corycaeus deplumatus Dana, 1849
- Corycaeus dubius Farran, 1911
- Corycaeus elongatus Claus, 1866
- Corycaeus erythraeus Cleve, 1903
- Corycaeus farrani Früchtl, 1923
- Corycaeus flaccus Giesbrecht, 1891
- Corycaeus furcifer Claus, 1863
- Corycaeus germanus Leuckart, 1859
- Corycaeus gibbulus Giesbrecht, 1891
- Corycaeus giesbrechti Dahl F., 1894
- Corycaeus gracilicauda Giesbrecht, 1891
- Corycaeus gracilis Dana, 1849
- Corycaeus huxleyi Lubbock, 1860
- Corycaeus inquietus Dana, 1852
- Corycaeus inuncus Farran, 1929
- Corycaeus japonicus Mori, 1937
- Corycaeus laticeps Dana, 1849
- Corycaeus latus Dana, 1849
- Corycaeus lautus Dana, 1849
- Corycaeus limbatus Brady, 1883
- Corycaeus longicaudis Dana, 1849
- Corycaeus longistylis Dana, 1849
- Corycaeus medius Gurney, 1927
- Corycaeus megalops Brady, 1883
- Corycaeus minimus Dahl F., 1894
- Corycaeus murrayi Farran, 1911
- Corycaeus obtusus Dana, 1849
- Corycaeus orientalis Dana, 1849
- Corycaeus ovalis Claus, 1863
- Corycaeus parvus Claus, 1866
- Corycaeus pellucidus Dana, 1852
- Corycaeus productus Dana, 1849
- Corycaeus remiger Dana, 1849
- Corycaeus rostratus Claus, 1863
- Corycaeus speciosus Dana, 1849
- Corycaeus styliferus Lubbock, 1856
- Corycaeus subulatus Herrick, 1887
- Corycaeus sutherlandii Lubbock, 1856
- Corycaeus trukicus Mori, 1937
- Corycaeus typicus (Kroyer, 1849)
- Corycaeus varius Dana, 1849
- Corycaeus venustus Dana, 1849
- Corycaeus vitreus Dana, 1849

Selon ITIS (21 juil. 2011) :
- Corycaeus affinis McMurrich, 1916
- Corycaeus agilis Dana, 1849
- Corycaeus amazonicus F. Dahl, 1894
- Corycaeus andrewsi Farran, 1911
- Corycaeus anglicus Lubbock, 1857
- Corycaeus asiaticus F. Dahl, 1894
- Corycaeus catus F. Dahl, 1894
- Corycaeus clausi F. Dahl, 1894
- Corycaeus concinnus (Dana, 1847)
- Corycaeus crassiusculus Dana, 1849
- Corycaeus dahli Tanaka, 1957
- Corycaeus danae Giesbrecht, 1891
- Corycaeus dubius Farran, 1911
- Corycaeus elongatus Claus, 1863
- Corycaeus flaccus Giesbrecht, 1891
- Corycaeus furcifer Claus, 1863
- Corycaeus giesbrechti F. Dahl, 1894
- Corycaeus latus Dana, 1849
- Corycaeus lautus Dana, 1849
- Corycaeus limbatus Brady, 1883
- Corycaeus longistylis Dana, 1849
- Corycaeus lubbocki Giesbrecht, 1891
- Corycaeus minimus F. Dahl, 1894
- Corycaeus obtusus Dana, 1852
- Corycaeus ovalis Claus, 1863
- Corycaeus pacificus F. Dahl, 1894
- Corycaeus pumilus M. Dahl, 1912
- Corycaeus robustus Giesbrecht, 1891
- Corycaeus speciosus Dana, 1849
- Corycaeus subulatus Herrick, 1887
- Corycaeus typicus (Krøyer, 1849)
- Corycaeus venustus (Dana, 1849)
- Corycaeus vitreus Dana, 1848